# Visiteur du soir
Pour l’article homonyme, voir Les Visiteurs du soir.

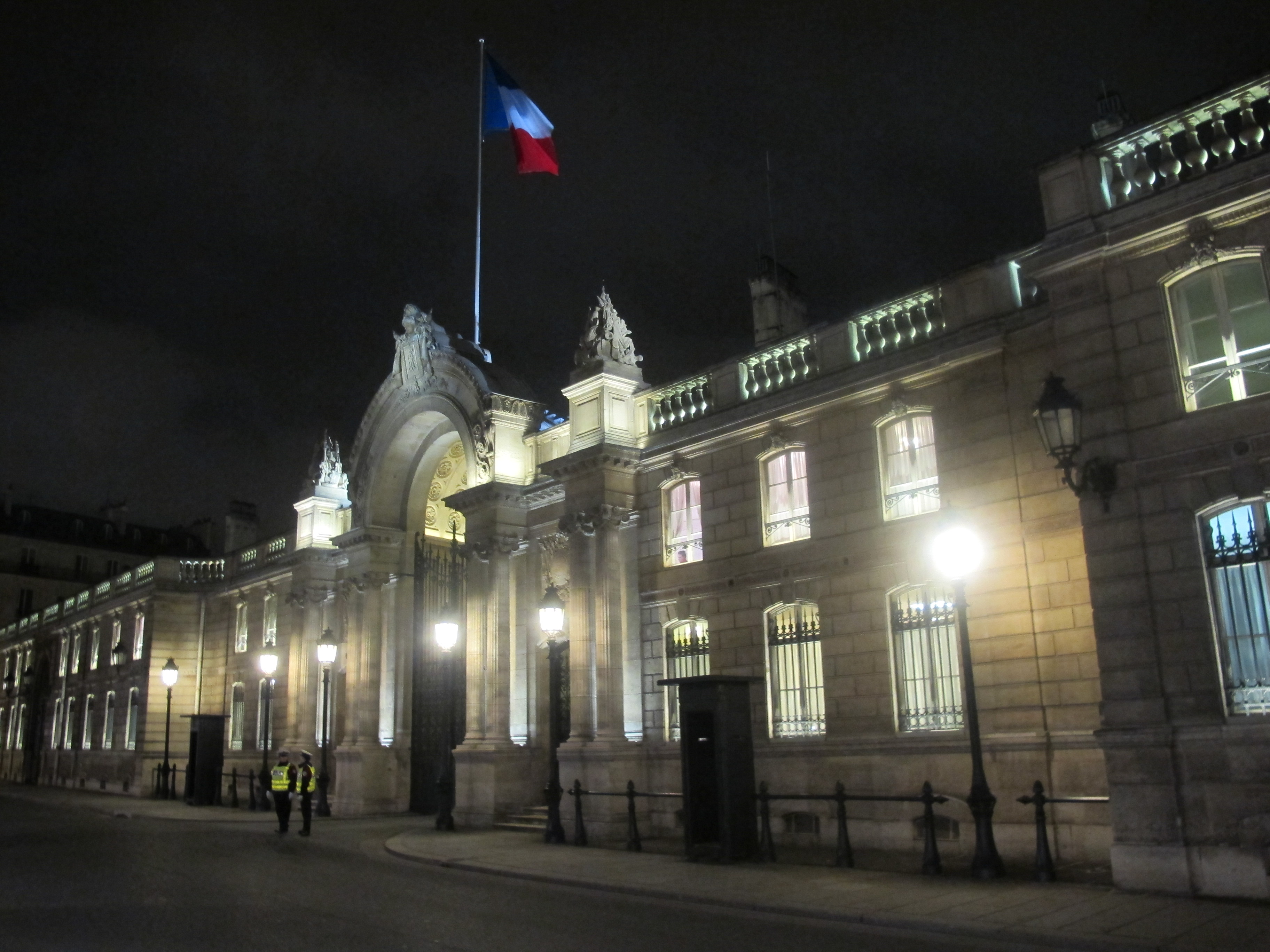
Entrée principale du palais de l'Élysée dans la rue du Faubourg-Saint-Honoré. Photographié un soir, en novembre 2019.

Un visiteur du soir est un interlocuteur privilégié du président de la République française se rendant généralement au palais de l'Élysée. Bien que la notion soit floue et avant tout journalistique, elle fait référence à une personne qui participe officieusement au conseil et à l'élaboration de la stratégie présidentielle, en se couvrant souvent de l'anonymat dans la presse.

## Histoire
En 1958, quelques mois après son retour au pouvoir, Charles de Gaulle reçoit discrètement Abderrahmane Farès, émissaire du Front de libération nationale. Ces rencontres ont lieu à l’initiative de Guy Mollet, alors ministre d’État. À chaque visite, le directeur de cabinet de Guy Mollet previent l’aide de camp du général, le commandant Gaston de Bonneval, en annonçant : « Le visiteur du soir est arrivé ». Certains commentateurs ont suggéré un rapprochement possible avec le film de Marcel Carné, Les Visiteurs du soir de 1942, dont les protagonistes sont des émissaires dissimulant leurs véritables intentions. Toutefois, cette filiation reste conjecturale et ne repose pas sur une preuve historique établie.
L’expression du moins, née dans le contexte gaullien, est reprise ultérieurement et connaît un large usage, notamment au début du septennat de François Mitterrand. À cette période, marquée par l’abandon de la politique de relance et les hésitations autour du maintien dans le Système monétaire européen, plusieurs conseillers plus ou moins officiels défilaient à l’Élysée en fin de journée. Leurs interventions, variées dans leur nature et leur orientation, illustraient la fonction d’interlocuteurs extérieurs aux circuits hiérarchiques de l’administration. Sous la présidence d'Emmanuel Macron, la notion est notamment employée pour Yassine Belattar ou encore Alain Minc, qualifié même de « visiteur du soir intemporel » par L'Express.

## Acceptation contemporaine
Expression s’étant imposé dans l’espace politique depuis la fin du XXe siècle, elle est utilisée par les journalistes pour anonymiser certaines sources ou désigner des interlocuteurs non institutionnels du chef de l’État : personnalités politiques, communicants, intellectuels, responsables économiques ou figures médiatiques. Sa connotation demeure volontairement imprécise, oscillant entre l’évocation de conseillers occultes et celle de relations amicales ou informelles.